# Atrichopogon snetus
Atrichopogon snetus är en tvåvingeart som beskrevs av Yu och Qi 1990. Atrichopogon snetus ingår i släktet Atrichopogon och familjen svidknott. Inga underarter finns listade i Catalogue of Life.